# Shults-Halbinsel
Die Shults-Halbinsel ist eine wuchtige und größtenteils vereiste Halbinsel an der Hillary-Küste im ostantarktischen Viktorialand. Sie erstreckt sich an der Ostflanke der Mündung des Skelton-Gletschers in das Ross-Schelfeis.
Der United States Geological Survey kartierte sie anhand eigener Vermessungen und mithilfe von Luftaufnahmen der United States Navy. Das Advisory Committee on Antarctic Names benannte sie 1963 nach Captain Roy Gail Shults (1915–1997), Stabschef im Kommandostab der Unterstützungseinheiten der United States Navy in Antarktika zwischen 1962 und 1963.